# Хатван
Хатван (венг. Hatvan; нем. Hottwan) — город в северно-центральной части Венгрии, входит в состав медье Хевеш. Административный центр одноименного яраша.

## Географическое положение
Расположен на реке Задьва вблизи горного массива Матра, примерно в 60 км к северо-востоку от Будапешта.

## История
Первое письменное упоминание о поселении относится к 1235 году.
На венгерском языке "Хатван" дословно означает «шестьдесят». По легенде, город получил такое название, потому что он находится в 60 км от Будапешта.
Здесь была обнаружена Хатванская археологическая культура раннего бронзового века. В окрестностях города обнаружены остатки сторожевой башни времён Римской империи. 
В XV веке поселение получило статус торгового города. В 1544 году султан Османской империи Сулейман I овладел Хатваном.
В 1746 году Хатван перешёл во владение графа Антала Грассалковича I, который построил здесь замок и привёз в страну немецких поселенцев из архиепископства Кёльна и Трира. Позже тут начала работу суконная фабрика. 
После того, как от города Сольнок к городу Хатван была проложена железнодорожная ветка, здесь поселились итальянские, немецкие и чешские работники, а также греческие и еврейские торговцы. Промышленное развитие началось со строительства сахарного завода в 1889 году.
15 — 16 октября 1944 года при поддержке со стороны Германии в Венгрии был произведён государственный переворот, к власти пришёл руководитель венгерской фашистской партии «Скрещённые стрелы» Ференц Салаши. В связи с приближением к городу линии фронта начались работы по превращению города в укреплённый опорный пункт. В это время Хатван являлся железнодорожным узлом, и немецкое военное командование приказало удерживать этот город как можно дольше. В ночь на 26 ноября 1944 года советские кавалерийские подразделения по бездорожью скрытно обошли город и захватили находившийся в тылу мост через реку Задьва, а пехотные подразделения и танки атаковали с юго-востока и 26 ноября 1944 года заняли город, разгромив находившийся здесь немецкий гарнизон.
В феврале 1972 года нефтепровод "Дружба-2" достиг города Хатван. 
В 1974 году численность населения составляла 22,3 тыс. человек, здесь действовали сахарный завод, плодоконсервный завод, а также предприятия местной промышленности (мельницы и небольшая обувная фабрика) и восьмилетняя школа. 
В ходе реконструкции автомобильных дорог ВНР в 1982 году было завершено строительство автострады от Будапешта к городу Хатван.
В городе имеется футбольный клуб «FC Hatvan».

## Население
Население на 1 января 2018 года — 20 167 жителей. Площадь города — 66,17 км². Плотность — 305,38 чел / км².
| Год  | Численность | Численность |
| ---- | ----------- | ----------- |
| 2013 | 20 525      | [ 7 ]       |
| 2014 | 20 381      | [ 8 ]       |
| 2018 | 20 167      | [ 9 ]       |
| 2022 | 19 989      | [ 10 ]      |
| 2023 | 20 480      | [ 11 ]      |
| 2024 | 19 943      | [ 1 ]       |

## Города-побратимы
- Шлюхтерн, Германия
- Таварнелле-Валь-ди-Пеза, Италия
- Масслёйс, Нидерланды
- Яроцин, Польша
- Тыргу-Секуеск, Румыния
- Берегово, Украина
- Коккола, Финляндия

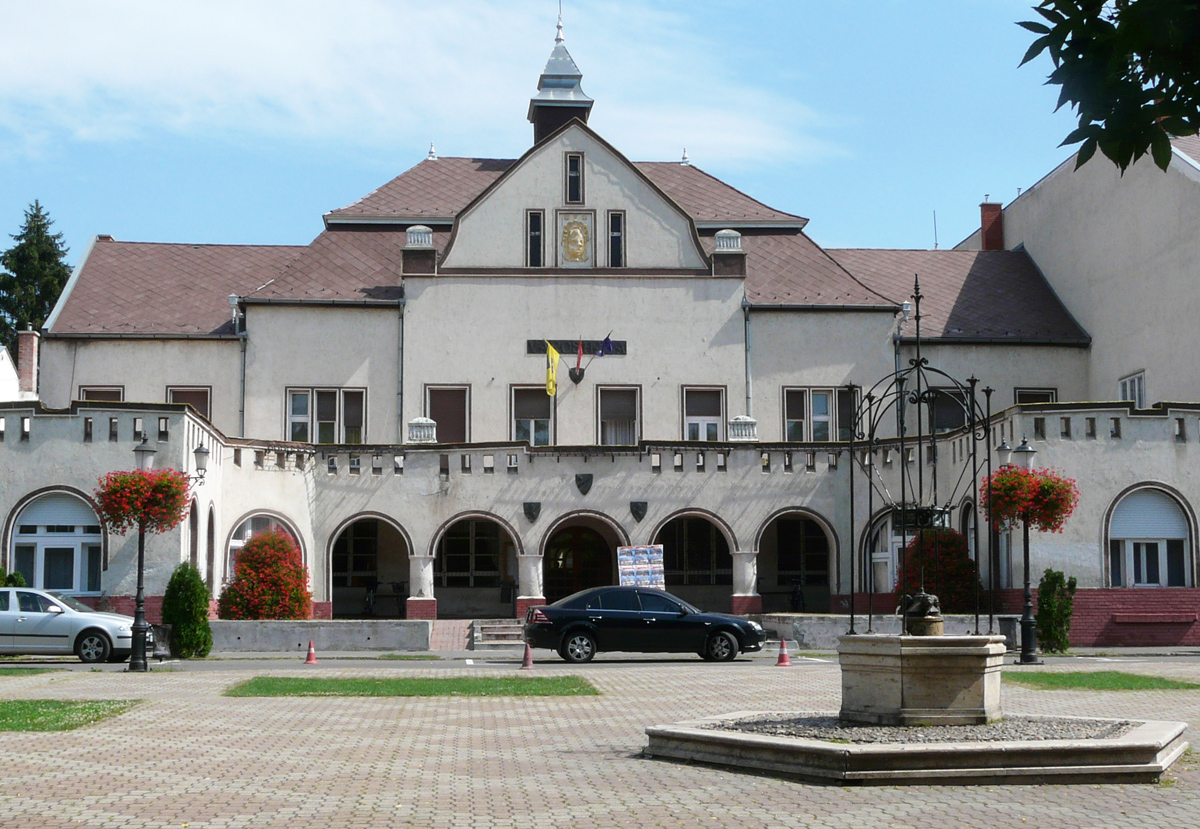
Центральная часть ратуши. Площадь Кошута 2,
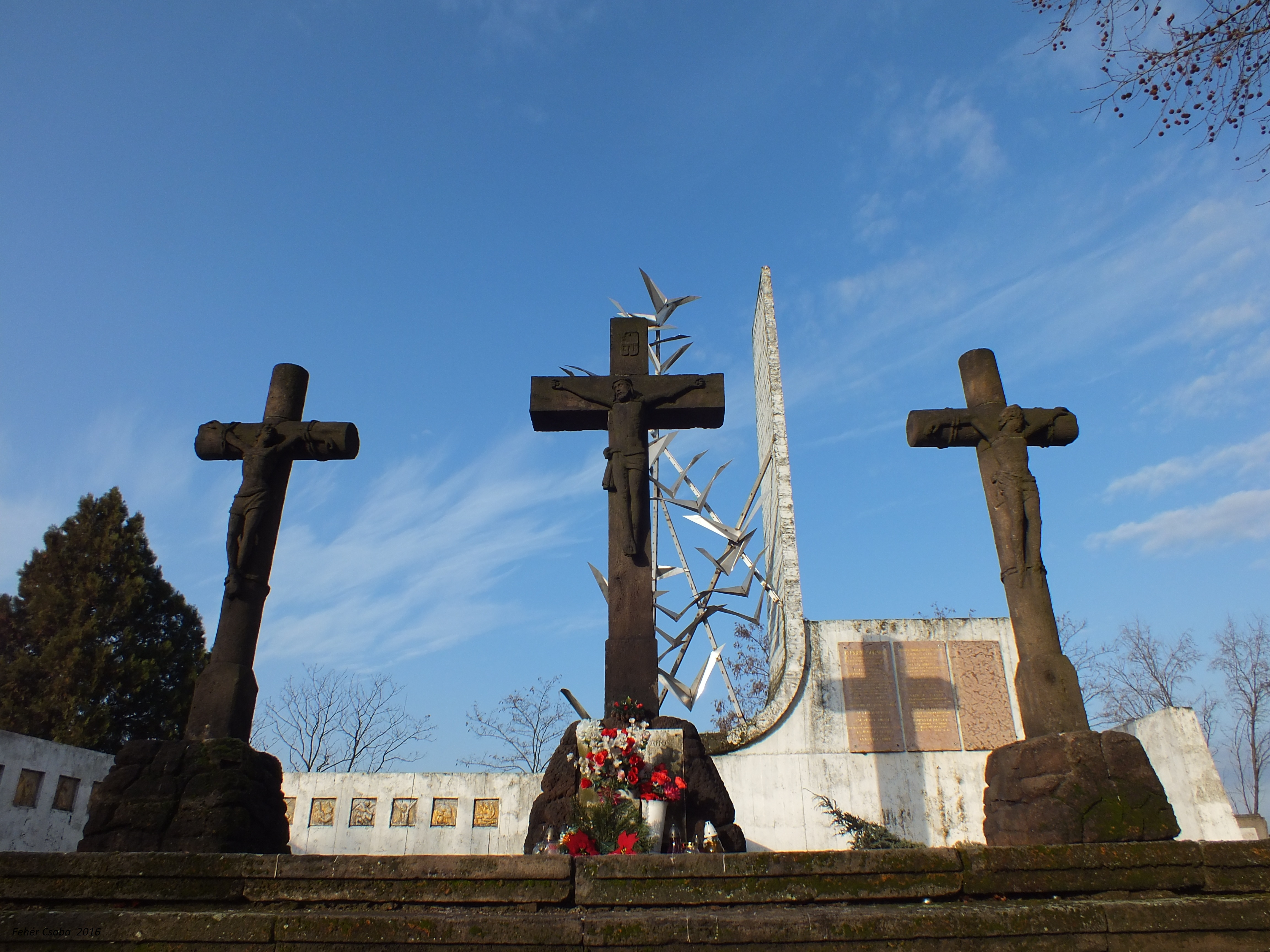
Памятник «Голгофа» (1862) на старом кладбище
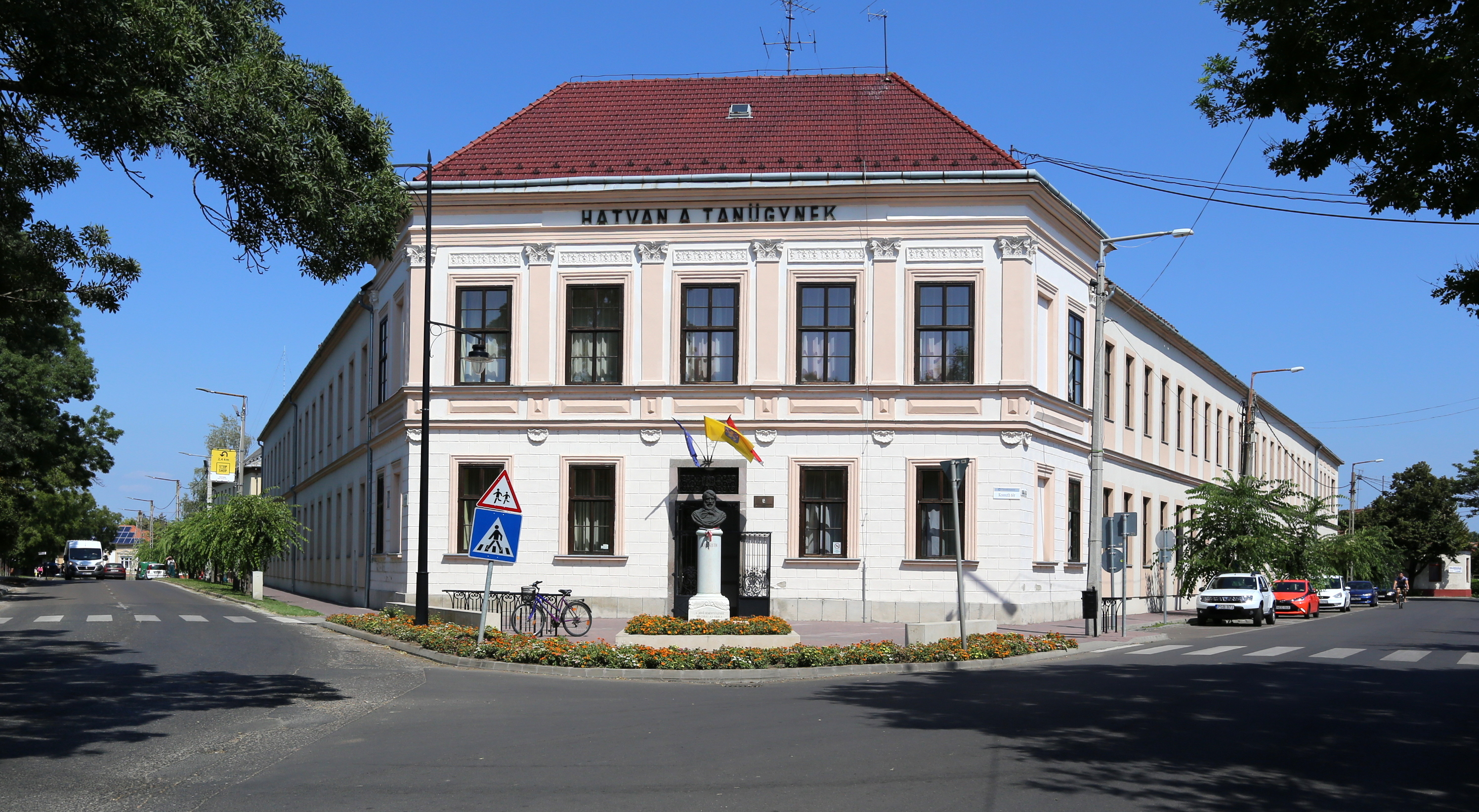
Школа им. Кошута
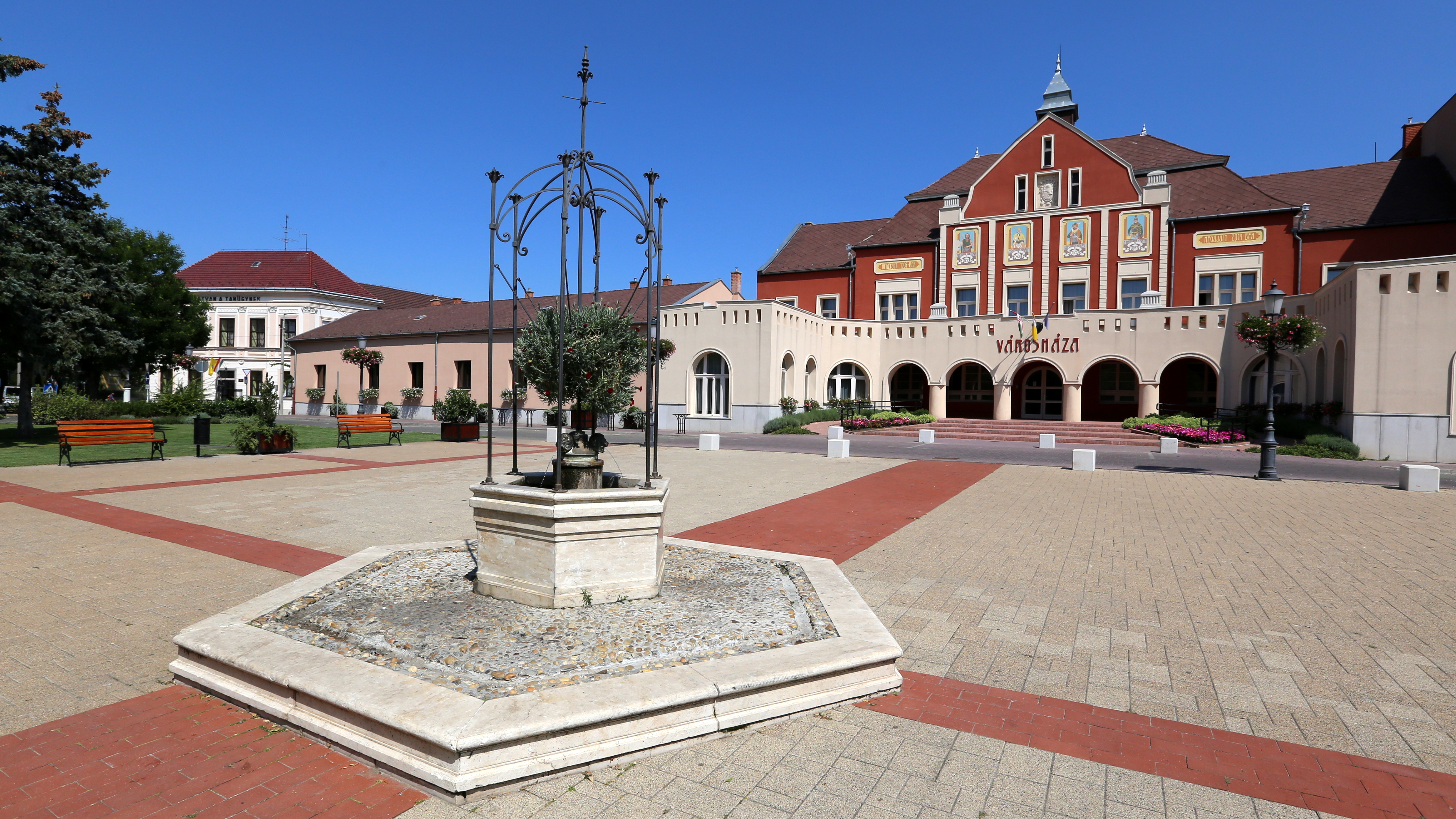
Центральная площадь